# Dédifférenciation cellulaire
La dédifférenciation cellulaire est un processus participant à l'embryogenèse somatique des végétaux, ainsi qu'une étape de régénération de certains organes d'animaux qui peut être induite par génie biomoléculaire.

## Chez les végétaux
Certaines cellules peuvent retourner à l'état méristématique et commencer à se diviser en engendrant un nouveau méristème dont l'activité pourra donner par la suite un nouvel organe, exemple le cas du bouturage ou de production d'autres formes de propagules qui permet de multiplier des individus sans passer par la reproduction ou encore celui de la formation des racines secondaires.
Ce phénomène peut être activé par des virus ou parasites lors de la formation de galles par exemple.

## Dans le monde animal
Une dédifférenciation cellulaire peut être naturellement activée lors de phénomène de régénération d'organe chez quelques vertébrés (tritons par exemple) et chez de nombreux invertébrés dont par exemple chez les planaires ou les hydres, ou par exemple chez l'annélide : Owenia fusiformis.
Elle intervient dans certains processus de cicatrisation (par exemple après un épisode d'ischémie transitoire) et dans le processus de formation de certaines tumeurs et de cancers,. Dans ce dernier cas, la cellule perd anormalement certains caractères de différenciation cellulaire, sans retour à l'état de cellule primaire. Cette situation est souvent rencontrée dans le cas de cancers à mauvais pronostics (synonyme anaplasie).
Elle peut aussi dans certaines conditions être artificiellement induite chez les animaux incapables de régénérer des organes, dont chez l'homme par une manipulation génétique de la cellule.